# Mistrzostwa Świata w Biathlonie 2012 – sztafeta mieszana
Sztafeta mieszana na Mistrzostwach świata w biathlonie 2012 odbyła się 1 marca w Chiemgau-Arena. Była to pierwsza konkurencja podczas tych mistrzostw.
Na szóstym strzelaniu doszło do nietpowej sytuacji – pierwszy strzał Ole Einara Bjørndalena został przez system komputerowy błędnie uznany za niecelny. W trakcie biegu zdecydowano, że od czasu Norwegów odliczony zostanie czas poświęcony na doładowanie i karną rundę, którą biegł Bjørndalen (łącznie 28,4 sekundy). Pomimo iż metę jako pierwsi osiągnęli Słoweńcy, to zwycięstwo odniosła sztafeta Norwegii.

## Wyniki
| Pozycja | Nr | Zespół                                                                                       | Pudła (L+S)                             | Czas      | Strata   |
| ------- | -- | -------------------------------------------------------------------------------------------- | --------------------------------------- | --------- | -------- |
|         | 20 | Norwegia · Tora Berger · Synnøve Solemdal · Ole Einar Bjørndalen · Emil Hegle Svendsen       | 0+3 0+7 0+0 0+0 0+1 0+3 0+2 0+2 0+0 0+2 | 1:12:29,3 | -        |
|         | 19 | Słowenia · Andreja Mali · Teja Gregorin · Klemen Bauer · Jakov Fak                           | 0+5 0+2 0+1 0+0 0+3 0+2 0+0 0+0         | 1:12:49,5 | +20,2    |
|         | 4  | Niemcy · Andrea Henkel · Magdalena Neuner · Andreas Birnbacher · Arnd Peiffer                | 0+4 1+6 0+2 0+1 0+1 0+2 0+0 0+0 0+1 1+3 | 1:13:02,1 | +32,8    |
| 4.      | 7  | Szwecja · Anna Maria Nilsson · Helena Ekholm · Björn Ferry · Fredrik Lindström               | 0+4 0+5 0+1 0+2 0+0 0+0 0+2 0+1 0+1 0+2 | 1:13:29,3 | +1:00,0  |
| 5.      | 2  | Rosja · Olga Wiłuchina · Olga Zajcewa · Dmitrij Małyszko · Anton Szypulin                    | 0+2 0+3 0+0 0+0 0+0 0+2 0+1 0+1 0+1 0+0 | 1:13:57,0 | +1:27,7  |
| 6.      | 10 | Białoruś · Nadzieja Skardzina · Darja Domraczawa · Siarhiej Nowikau · Jauhienij Abramienka   | 0+3 0+4 0+0 0+1 0+2 0+2 0+0 0+0 0+1 0+1 | 1:14:22,2 | +1:52,9  |
| 7.      | 6  | Słowacja · Jana Gereková · Anastasija Kuźmina · Matej Kazár · Dušan Šimočko                  | 0+6 0+4 0+0 0+2 0+2 0+1 0+3 0+1 0+1 0+0 | 1:14:25,6 | +1:56,3  |
| 8.      | 5  | Czechy · Veronika Vítková · Barbora Tomešová · Ondřej Moravec · Michal Šlesingr              | 0+8 0+6 0+2 0+1 0+2 0+0 0+3 0+3 0+1 0+2 | 1:14:25,7 | +1:56,4  |
| 9.      | 8  | Włochy · Michela Ponza · Katja Haller · Markus Windisch · Lukas Hofer                        | 0+6 0+2 0+1 0+0 0+3 0+2 0+1 0+0         | 1:14:26,4 | +1:57,1  |
| 10.     | 22 | Szwajcaria · Elisa Gasparin · Selina Gasparin · Benjamin Weger · Simon Hallenbarter          | 0+6 0+5 0+1 0+1 0+1 0+2 0+2 0+2 0+2 0+0 | 1:14:54,9 | +2:25,6  |
| 11.     | 1  | Francja · Marie-Laure Brunet · Marie Habert · Simon Fourcade · Martin Fourcade               | 0+5 1+7 0+0 0+1 0+0 0+0 0+3 1+3 0+2 0+3 | 1:15:06,9 | +2:37,6  |
| 12.     | 9  | Stany Zjednoczone · Sara Studebaker · Susan Dunklee · Tim Burke · Lowell Bailey              | 0+2 1+7 0+0 1+3 0+1 0+2 0+0 0+0         | 1:15:08,7 | +2:39,4  |
| 13.     | 13 | Polska · Krystyna Pałka · Weronika Nowakowska-Ziemniak · Tomasz Sikora · Krzysztof Pływaczyk | 0+0 0+6 0+0 0+3 0+0 0+2 0+0 0+0 0+0 0+1 | 1:15:19,6 | +2:50,3  |
| 14.     | 3  | Ukraina · Natalja Burdyga · Wiktorija Semerenko · Andrij Deryzemla · Serhij Semenow          | 1+8 0+4 0+1 0+1 1+3 0+0 0+2 0+1 0+2 0+2 | 1:15:45,8 | +3:16,5  |
| 15.     | 14 | Estonia · Kadri Lehtla · Eveli Saue · Indrek Tobreluts · Roland Lessing                      | 0+2 2+7 0+1 0+2 0+0 2+3 0+0 0+0         | 1:16:10,6 | +3:41,3  |
| 16.     | 11 | Finlandia · Kaisa Mäkäräinen · Mari Laukkanen · Antti Tyrväinen · Timo Antila                | 1+5 1+8 0+2 0+2 1+3 0+2 0+0 0+1 0+0 1+3 | 1:16:31,8 | +4:02,5  |
| 17.     | 15 | Japonia · Fuyuko Suzuki · Itsuka Owada · Kazuya Inomata · Junji Nagai                        | 0+7 0+3 0+1 0+3 0+3 0+0 0+2 0+0 0+1 0+0 | 1:16:52,4 | +4:23,1  |
| 18.     | 18 | Kanada · Megan Imrie · Zina Kocher · Jean-Philippe Leguellec · Nathan Smith                  | 0+4 3+8 0+2 0+2 0+0 3+3 0+0 0+1 0+2 0+2 | 1:17:35,8 | +5:06,5  |
| 19.     | 24 | Rumunia · Éva Tófalvi · Luminița Pișcoran · Ștefan Gavrilă · Laurențiu Vamanu                | 0+3 1+8 0+0 0+1 0+0 0+2 0+2 1+3 0+1 0+2 | 1:18:32,4 | +6:03,1  |
| 20.     | 23 | Kazachstan · Darja Usanowa · Jelena Chrustalowa · Jan Sawicki · Aleksandr Czerwiakow         | 0+8 0+6 0+3 0+1 0+0 0+0 0+2 0+2 0+3 0+3 | 1:18:36,1 | +6:06,8  |
| 21.     | 21 | Austria · Iris Waldhuber · Ramona Düringer · Friedrich Pinter · Christoph Sumann             | 1+5 0+4 0+0 0+1 0+2 0+1 0+3 0+2 1+0 0+0 | 1:23:38,1 | +11:08,8 |
| LAP     | 12 | Bułgaria · Emilia Jordanowa · Nina Klenowska · Krasimir Anew · Michaił Kleczerow             | 1+5 1+8 1+3 0+3 0+2 0+0 0+0 1+3 0+0 0+2 | LAP       | LAP      |
| LAP     | 26 | Łotwa · Žanna Juškāne · Baiba Bendika · Artūrs Koļesņikovs · Rolands Pužulis                 | 0+3 0+5 0+1 0+3 0+1 0+0 0+1 0+2 0+0 0+0 | LAP       | LAP      |
| LAP     | 25 | Wielka Brytania · Amanda Lightfoot · Adele Walker · Lee-Steve Jackson · Pete Beyer           | 0+8 2+11 0+1 0+2 0+3 2+3 0+2 0+3        | LAP       | LAP      |
| LAP     | 16 | Litwa · Natalija Kočergina · Aliona Sabaliauskienė · Tomas Kaukėnas · Karolis Zlatkauskas    | 1+7 0+6 1+3 0+3 0+2 0+0 0+1 0+1 0+1 0+2 | LAP       | LAP      |
| LAP     | 17 | Chiny · Tang Jialin · Song Chaoqing · Ren Long · Chen Haibin                                 | 4+8 1+4 0+1 1+3 2+3 0+0 0+1 0+1         | LAP       | LAP      |
| DNF     | 27 | Korea Południowa · Kim Seon-su · Mun Ji-hee · Jun Je-uk · Lee In-bok                         | 0+3 0+1                                 | DNF       | DNF      |